# Респирација
Дисање (респирација) је биолошки (физиолошки) термин којим се означавају сви процеси потрошње кисеоника и стварања угљеник(IV)-оксида у аеробним организмима, који за циљ имају стварање особађање енергије потребне у животним процесима. Респирација је акт дисанја који обухвата инспиријум (удисај) и експиријум (издисај). У основи, постоје два основна биолошка процеса: унутрашње (ћелијско) дисање, и спољашње дисање као и помоћни процес, као и транспорт гасова кроз организам.
У физиологији, дисање је кретање кисеоника из спољашње средине у ћелије унутар ткива и уклањање угљен-диоксида у супротном смеру, другим речима у околину. Физиолошка дефиниција дисања разликује се од биохемијске дефиниције, која се односи на метаболички процес којим организам добија енергију (у облику ATP и NADPH) оксидацијом хранљивих материја и ослобађањем отпадних производа. Иако је физиолошко дисање неопходно за одржавање ћелијског дисања, а тиме и живота код животиња, процеси су различити: ћелијско дисање се одвија у појединачним ћелијама организма, док се физиолошко дисање односи на дифузију и транспорт метаболита између организма и спољашње средине. 
Размена гасова у плућима се дешава вентилацијом и перфузијом. Вентилација се односи на улазак и излаз ваздуха из плућа, а перфузија је циркулација крви у плућним капиларима. Код сисара, физиолошко дисање укључује респираторне циклусе удаха и издаха. Удисање (удисање) је обично активан покрет који доводи ваздух у плућа где се одвија процес размене гасова између ваздуха у алвеолама и крви у плућним капиларама. Контракција мишића дијафрагме изазива варијацију притиска, која је једнака притисцима изазваним еластичним, отпорним и инерцијским компонентама респираторног система. Насупрот томе, издисање (издисање) је обично пасиван процес.
Процес дисања не испуњава алвеоле атмосферским ваздухом при сваком удисању (око 350 ml по даху), већ се удахнути ваздух пажљиво разблажи и темељно меша са великом запремином гаса (око 2,5 литара код одраслих људи) познатим као функционални резидуални капацитет који остаје у плућима након сваког издисаја, а чији се гасни састав значајно разликује од амбијенталног ваздуха. Физиолошко дисање укључује механизме који обезбеђују да се састав функционалног резидуалног капацитета одржава константним и да се уравнотежи са гасовима раствореним у плућној капиларној крви, а тиме и у целом телу. Дакле, у прецизној употреби, речи дисање и вентилација су хипоними, а не синоними за дисање; али ова препорука се не спроводи доследно, чак ни од стране већине здравствених радника, јер је термин респираторна стопа добро  успостављен термин у здравственој заштити, иако би га требало доследно заменити стопом вентилације ако би се прецизна употреба пратила. Током дисања C-H везе се прекидају реакцијом оксидације-редукције и тако се такође производе угљен-диоксид и вода. Процес стварања ћелијске енергије назива се ћелијско дисање.

## Унутрашње (ћелијско) дисање
Ћелијско дисање подразумева све процесе ћелијског метаболизма, првенствено оне који ослобађањем енергије побољшавају енергетско стање ћелије. Ту спадају различити процеси оксидације органског супстрата (у првом реду угљених хидрата и липида) у којима се троши кисеоник, а продукује угљеник(IV)-оксид. Ослобођена енергија се складишти у фосфодиестарске везе молекула ATP, који даље служи као преносилац енергије. Процесе ћелијског дисања проучава биохемија.

## Спољашње дисање
Под спољашњим дисањем подразумева се размена гасова између организма и спољашње средине, која се остварује на контактним површинама попут алвеола плућа, шкрга, епидермиса, или епитела трахеја.

## Транспорт гасова
Транспортом гасова означава процесе преноса кисеоника и угљеник(IV)-оксида од контактне површине спољашњег дисања до свих ћелија организма. Термин није адекватан, јер се поменути гасови не преносе у гасовитом стању, већ су везани за молекуле преносиоце.